# 陵水郡
陵水郡，中国唐朝时设置的郡。
天宝元年（742年），以辩州改置，治所在石龙县（今广东省化州市）。辖境相当今广东省化州市、广西壮族自治区北流市南部地区。乾元元年（758年）复为辩州。 